# 陳詠
陳詠（1420年—？），字永言，浙江紹興府餘姚縣人，軍籍。明朝政治人物。同進士出身。

## 生平
順天府鄉試第五名。正統十年（1445年）乙丑科會試第二十九名，殿試登進士第三甲第四十九名。曾任福建道监察御史。

## 家族
曾祖父陳昶。祖父陳子中。父亲陳勝山。